# Cesare Barbetti
Cesare Barbetti né à Palerme le 29 septembre 1930 et mort à Lucques le 13 septembre 2006 est un acteur et doubleur de voix italien.

## Biographie
Cesare Barbetti  jouait dans son enfance des rôles dans des films et à la télévision. Il s'est d'abord consacré à la radio. Sa voix particulière lui a permis de devenir l'un des locuteurs italiens les plus actifs en Italie. Il a assuré le doublage vocal à de nombreuses vedettes internationales comme  Robert Duvall, Warren Beatty, Bruce Lee, Steve McQueen, Steve Martin, Kevin Kline, Jack Nicholson, William Shatner, Alain Delon et Donald Sutherland.
En 1934, il joue le fils de quatre ans  du gouverneur représenté par Eduardo De Filippo dans Il cappello a tre punte. Jusqu'en 1943, Cesare Barbetti est devenu l'enfant star le plus recherché de son époque jouant le jeune Mozart dans Melodie eterne (1940) de Carmine Gallone ou dans les rôles romantiques sentimentaux des années de guerre. Après la Seconde Guerre mondiale, Barbetti s'est également concentrée sur le théâtre par manque d'offres cinématographiques. En 1955/1956, il a joué dans deux comédies musicales du duo Garinei-Giovannini.
Avec le début des années 1970, Barbetti est engagé pour jouer dans des films télévisés et dans les années 1980 il travaille particulièrement avec Pupi Avati. En 2002, Barbetti a reçu la VI targa Gualtiero De Angelis pour ses travaux de synchronisation.

## Filmographie partielle
- 1934 : Le Tricorne (Il cappello a tre punte) de Mario Camerini  - non crédité
- 1935 : Je donnerai un million (Darò un milione), de Mario Camerini - non crédité
- 1940 : Melodie eterne, de Carmine Gallone
- 1941 : I promessi sposi, de Mario Camerini  - non crédité
- 1942 :
  - Voglio vivere così, de Mario Mattoli
  - L'uomo venuto dal mare, de Belisario Randone
  - La contessa Castiglione, de Flavio Calzavara
- 1943 :
  - Dagli Appennini alle Ande, de Flavio Calzavara
  - L'angelo bianco, de Giulio Antamoro
- 1945 : 
  - All'ombra della gloria, de Pino Mercanti
  - La freccia nel fianco, de Alberto Lattuada
- 1948 : La leggenda di Faust, de Carmine Gallone
- 1951 : 
  - La grande rinuncia, de Aldo Vergano
  - Messaline (Messalina), de Carmine Gallone
- 1956 : Guerre et Paix (War and Peace), de King Vidor - non crédité
- 1967 : Un colt dans le poing du diable (Una colt in pugno al diavolo) de Sergio Bergonzelli : voix italienne de Bob Henry (Pat Scotty)
- 1972 : Augustin d'Hippone (Agostino d'Ippona), mini-série télévisée de Roberto Rossellini
- 1973 : Il delitto Matteotti, de Florestano Vancini
- 1974 : L'assassinio dei fratelli Rosselli, de Silvio Maestranzi - film TV
- 1983 : 
  - Zeder de Pupi Avati
  - Una gita scolastica, de Pupi Avati
- 1984 : Impiegati,de Pupi Avati
- 1985 : 
  - Festa di laurea, de Pupi Avati
  - D'Annunzio, de Sergio Nasca
- 1987 : Ultimo minuto, de Pupi Avati
- 1990 : Ils vont tous bien ! (Stanno tutti bene), de Giuseppe Tornatore
- 1993 : La Course de l'innocent  (La corsa dell'innocente), de Carlo Carlei (voix)
- 1995 : Voci notturne, de Fabrizio Laurenti
- 2004 : Un sacré détective (Don Matteo) – série TV, épisode L'amore rubato